# Llanddewi Brefi

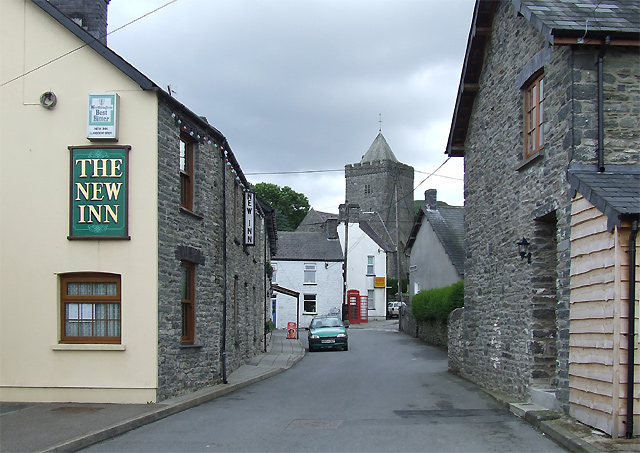
Der Kern von Llanddewi Brefi mit der Pfarrkirche im Hintergrund und einem Pub im Vordergrund

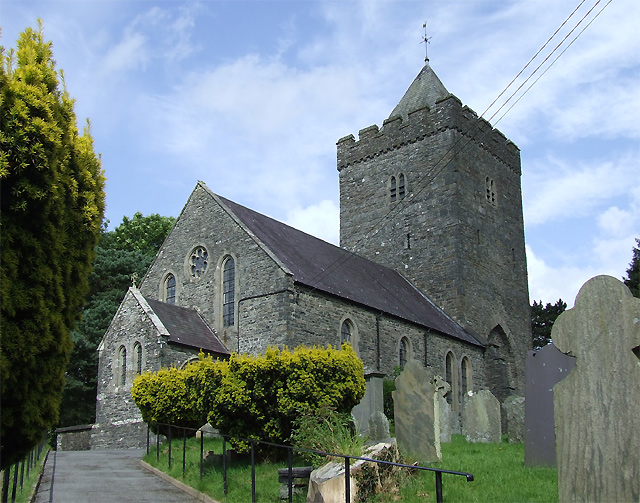
Die Pfarrkirche Dewi Sant

Llanddewi Brefi [ɬanˈðɛwi ˈbrɛvi] ist ein Dorf mit etwa 500 Einwohnern in der Grafschaft Ceredigion, Wales.
Im 6. Jahrhundert hielt David von Menevia (auf Walisisch, Dewi Sant), der Schutzpatron von Wales, hier die Synode von Brefi ab, wovon sich auch der Name herleitet. Llanddewi Brefi bedeutet „Kirche des David am [Fluss] Brefi“. Der Namensteil „Llan“ verweist auf einen walisischen Ort mit einer Kirche oder einem heiligen Platz. Brefi ist ein Nebenfluss des Teifi.
Llanddewi Brefi ist eines der größten Kirchspiele in Wales. Die Pfarrkirche ist dem Hl. David geweiht und enthält eine moderne Statue von ihm. Die Kirche stammt aus dem 12. Jahrhundert. Der Platz wird seit dem 7. Jahrhundert für Gottesdienste genutzt und Fragmente viel älterer Gebäude sind in die normannische Kirche eingebunden. Die Kirche enthält eine Kollektion von Keltenkreuzen. Der kleine Hügel, auf dem die Kirche steht, soll jener Hügel sein, welcher sich unter dem Hl. David auf mysteriöse Weise erhoben haben soll, damit ihn die umstehenden Leute besser verstehen konnten.
Zusätzlich zur anglikanischen Pfarrkirche existiert eine nonkonformistische Kapelle.
In der Umgebung wird vor allem Walisisch gesprochen. Die lokale Wirtschaft ist von Schafzucht und Milchwirtschaft geprägt. Im Dorf gibt es zwei Pubs und einen Dorfladen mit Postamt.
Im Jahre 1977 waren das Dorf, der Markt Tregaron und das entfernte Dorf Carno Schauplätze der bis dahin größten Razzia gegen die Droge LSD. Am 26. März wurden im Rahmen der Operation Julie insgesamt über 6 Millionen Tabletten konfisziert und 120 Personen im Vereinigten Königreich und Frankreich verhaftet.
In der Comedy-Serie Little Britain lebt die Figur Daffyd Thomas (original walisisch wäre Dafydd), der „einzige Schwule im Dorf“, in einem fiktionalen Bergbauort namens Llandewi Breffi. Dadurch wurde der bis dahin recht unbekannte Ort berühmt. Viele Fans fotografieren sich jetzt vor den Ortstafeln. Mehrmals wurden die Tafeln schon entwendet, oder es wurde zumindest versucht. Eine von den Darstellern signierte Tafel wurde als Hilfe für die Opfer des Tsunami vom 26. Dezember 2004 versteigert.
Durch die Verbindung mit dem Hl. David, den bestehenden Ortskern, aber auch durch die Tourismus-Möglichkeiten nach der Serie Little Britain, wird darüber nachgedacht, einen Ortsbildschutz zu beschließen, um den Charakter zu erhalten.

## Galerie

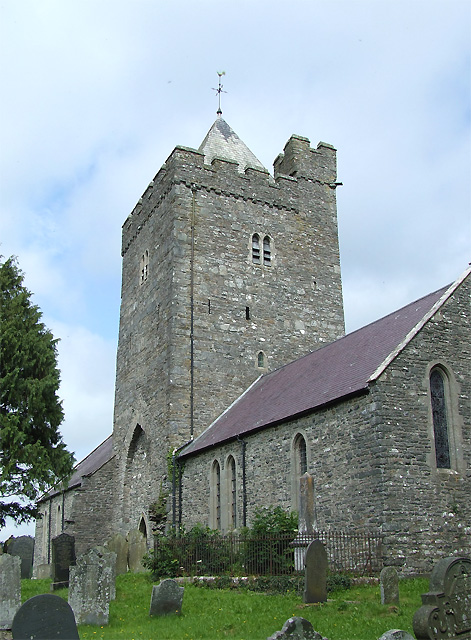
Die Pfarrkirche
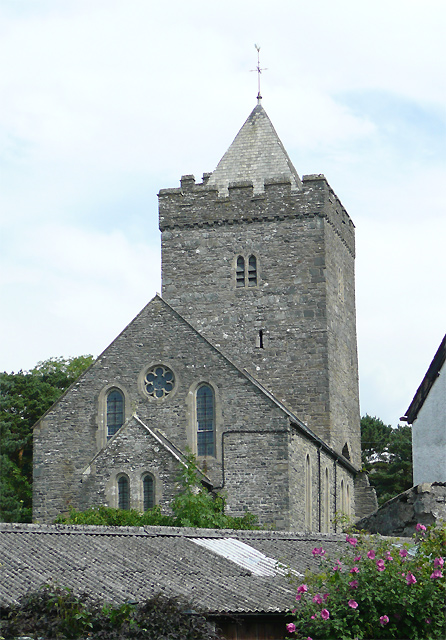
Die Pfarrkirche
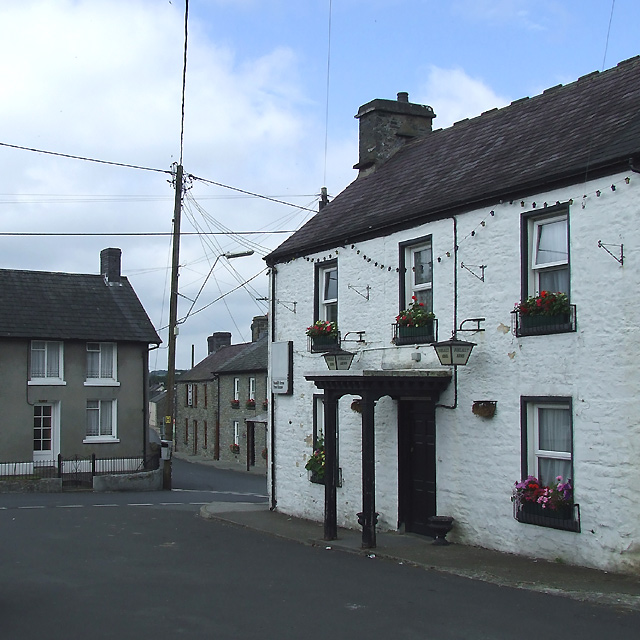
Das zweite Pub im Ort
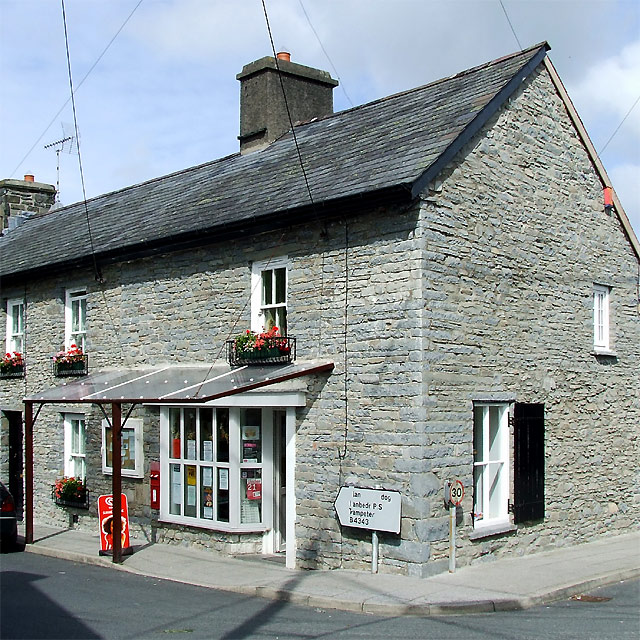
Der Dorfladen mit Postamt
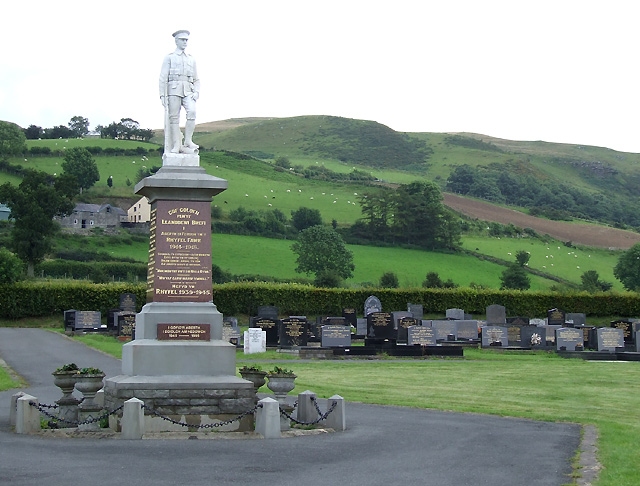
Friedhof mit Kriegerdenkmal
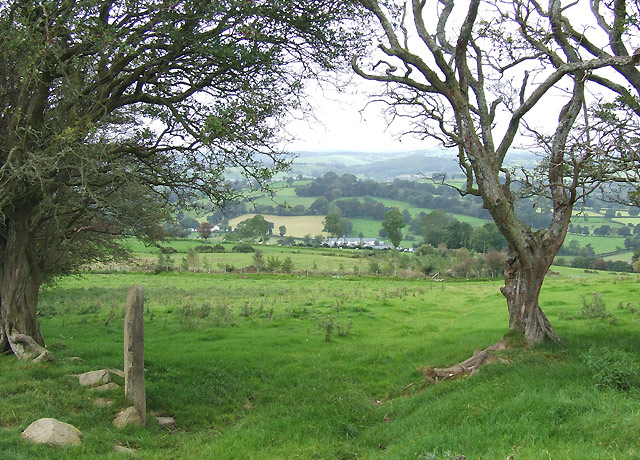
Panora mit Häusern am nördlichen Dorfende
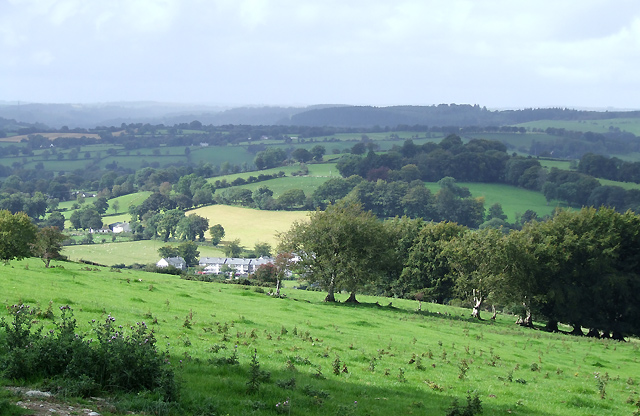
Panorama über das Teifi-Tal
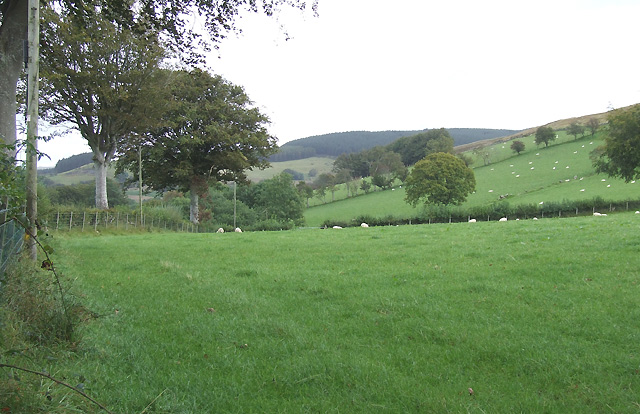
Grasende Schafe in der Nähe des Dorfes